# Karl Berger (Zeichner)
Karl Berger, auch Karli Berger (* 19. März 1953 in Leoben), ist ein österreichischer Cartoonist, Comiczeichner und Grafiker. Er lebt in Wien.
Karl Berger wuchs in Wien auf, wo er die Pflichtschule und anschließend die Abteilung Gebrauchsgrafik der Höheren Graphischen Lehr- und Versuchsanstalt besuchte. 1974 hatte er seine erste Ausstellung von Cartoons in einem Jugendklub, danach zeitweilig rege Ausstellungstätigkeit. Zeichnungen erschienen unter anderem im Kurier (Comic Lapaazuli, Text Erich L. Nussbaumer), in der Kronen Zeitung (Comics Kottan, Text: Helmut Zenker, Friedl Freak, Neues aus der Insider-Redaktion), golfrevue, Die Arbeit, Jung-Österreich, Gewinn und Extrablatt. Zum Buch "Wienerlied – frisch begrünt" (1990) des Autors Reinhard Wegerth steuerte er 13 Cartoons bei. Er war von Anfang der 1980er Jahre bis zur Einstellung Karikaturist und Cartoonist der Volksstimme.
Von 1986 bis 1990 war Berger als Grafiker für die Kommunistische Partei Österreichs tätig und gestaltete in dieser Zeit deren sämtliche Werbemittel. Ab 1993 layoutete Berger 24 Jahre lang die golfrevue und arbeitet seit 1998 an der Wiener Straßenzeitung Augustin mit.
In den letzten Jahren regelmäßige Veröffentlichung auf Facebook, wobei er vor allem die rechtskonservative ÖVP/FPÖ-Regierung kritisch beobachtet. Einige seiner Zeichnungen erscheinen auch auf dem Blog Kontrast.at.

## Veröffentlichungen
- Wir Supermänner, Wien 1979, Frischfleisch und Löwenmaul
- Harte Zeiten, Berlin 1982, Elefanten Press
- Große Gefühle, Wien 1987, Promedia
- Alle fliegen!, Wien 1987, Globus
- Das Nilpferd Liesi (Text: Erich und Cornelius Nussbaumer), Wien 1995, Kanu+
- Das Kommunistische Comic-Manifest (Text: Karl Marx / Friedrich Engels), Graz 2018, KPÖ-Steiermark
- Kurzschluss, Wien 2019, Promedia